# سه نفر روی نیمکت
سه نفر روی نیمکت (انگلیسی: Three on a Couch) یک فیلم کمدی آمریکایی به کارگردانی جری لوئیس است که در ۷ ژوئیه ۱۹۶۶ منتشر شد.

## بازیگران
- جری لوئیس در نقش «کریستوفر پراید»
- جیمز بست در نقش «بن» پزشک متخصص زنان
- جنت لی در نقش «الیزابت» پزشک روان‌کاو
- لسلی پریش در نقش «مری‌لو»
- مری آن موبلی در نقش «سوزان»
- گیلا گولان در نقش «آنا»
- کاتلین فریمن در نقش «مورفی» منشی مطب
- بادی لستر در نقش مرد مست
- فریتس فلد در نقش وابستهٔ فرهنگی سفارت فرانسه